# Frederik Bílovský
Frederik Bílovský, někdy uváděný jako Frederik Bilovský (* 3. března 1992, Dubnica nad Váhom, Československo), je slovenský fotbalový záložník, od ledna 2017 působící v FC Nitra .

## Klubová kariéra
Svou fotbalovou kariéru začal v MFK Dubnica, kde prošel mládežnickými kategoriemi. V roce 2011 se propracoval do prvního týmu. V zimním přestupovém období ročníku 2013/14 přestoupil do mužstva TJ Spartak Myjava. Poté, co Spartak odhlásil v zimní přestávce sezóny 2016/17 A-tým z 1. slovenské ligy, odešel do českého klubu FK Dukla Praha.